# 氧化鍶
氧化鍶，SrO，一種穩定的鹼性氧化物，可由鍶與氧氣反應制得。鍶在空氣中燃燒生成氧化鍶和氮化鍶的混合物。分解SrCO3也可制得氧化鍶。

## 用途
自從1970年起鍶被廣泛使用以來，約8%的電視顯像管玻璃為氧化鍶。 法律要求在美國發售的彩色電視及其他含有彩色映像管的電子設備在面板中使用金屬鍶阻礙X光的發散（這些發射X光的電視已停產）。

## 反應
氧化鍶與鋁在真空中共熱可制得單質鍶。

## 拓展鏈接
- Hansen, Tony, "SrO (Strontium Oxide, Strontia)", ceramic-materials.com